# Rogneda (opera)

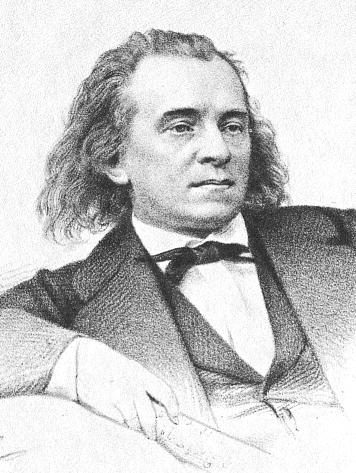
Aleksandr Serov

Rogneda (ryska: Рогнеда) är en rysk opera i fem akter med musik av Aleksandr Serov. Librettot skrevs av Serov i samarbete med Dmitrij Averkijev och bygger på Michail Zagoskins roman Askolds grav, samt dikten Rogneda av poeten Kondratij Rylejev.

## Historia
Liksom med Serovs tidigare opera Judith skrevs texten, för att passa med librettos rytm, efter att musiken hade komponerats. Librettot är ett hopkok av teatrala och spektakulära händelser som har lite relevans för handlingen. Historien om furstedottern Rogneda av furstendömet Polotsk blandas med kristnandet av Ryssland i och med att storfurste Vladimir I av Kiev lät döpa sig år 988. 
Operan hade premiär den 8 november 1865 på Mariinskijteatern i Sankt Petersburg. Nikolaj Rimskij-Korsakov fascinerades av verket och erkände att häxscenen hade påverkat hans egna experiment med operorna Snöflickan och Mlada.

## Personer
- (Vladimir), furste av Kiev (baryton)
- Rogneda, en av hans fruar (mezzosopran)
- Izjaslav, hennes 13-årige son (kontraalt)
- Dobrynja Nikititj, furstens farbror (bas)
- Rual'd, en ung Varjager (tenor)
- Ingerd (tenor)
- Drulav (bas)
- En gammal vandringsman (bas)
- Överstepräst av Perun (bas)
- Hovnarren (tenor)
- Skul'da, en häxa (mezzosopran)
- Mal'frida, Rognedas slav (sopran)
- Izjaslavs amma (sopran)

## Handling
Vladimir har rövat bort Rual'ds brud Olava. Rual'd  har visat storsinthet genom att rädda Vladimir från en björn, så när Vladimir vaknar av att hustrun Rogneda försöker mörda honom övertalas han av munkarna att förlåta henne. Han tvingar sedan sina landsmän att bli kristna.